# Herpetacanthus longiflorus
Herpetacanthus longiflorus é uma espécie de planta do gênero Herpetacanthus e da família Acanthaceae. 

## Taxonomia
A espécie foi descrita em 1847 por Moïse-Étienne Moricand. 

## Forma de vida
É uma espécie terrícola e arbustiva. 

## Descrição
Herpetacanthus longiflorus distingui-se das outras espécies do gênero pela corola longa (ca. 3 cm) e densamente pilosa.  
| Folha               | Folha                                                             |
| ------------------- | ----------------------------------------------------------------- |
| anisofila           | não evidente                                                      |
| pecíolo             | longo/glabrescente/esparsamente pilosa                            |
| lâmina              | ovada/elíptica/oblonga/pilosa na nervura central                  |
| base                | aguda                                                             |
| ápice               | agudo/acuminado                                                   |
| margem              | lisa                                                              |
| Inflorescência      |                                                                   |
| pedúnculo           | longo                                                             |
| bráctea e bractéola | distinta                                                          |
| bráctea estéril     | ovada/elíptica/margem ciliada/verde/esbranquiçado/roxo/pubescente |
| bráctea fértil      | igual bráctea estéril                                             |
| bractéola           | lanceolada/linear a lanceada/ciliada/pubescente                   |
| Flor                |                                                                   |
| segmento do cálice  | subiguais/lanceado/linear/glabrescente                            |
| corola              | maior que 3                                                       |

## Conservação
A espécie faz parte da Lista Vermelha das espécies ameaçadas do estado do Espírito Santo, no sudeste do Brasil. A lista foi publicada em 13 de junho de 2005 por intermédio do decreto estadual nº 1.499-R. 

## Distribuição
A espécie é encontrada nos estados brasileiros de Bahia e Minas Gerais. 
A espécie é encontrada no domínio fitogeográfico de Mata Atlântica, em regiões com vegetação de floresta ombrófila pluvial.